# Helina garretti
Helina garretti este o specie de muște din genul Helina, familia Muscidae, descrisă de John Otterbein Snyder în anul 1949.
Este endemică în British Columbia. Conform Catalogue of Life specia Helina garretti nu are subspecii cunoscute.